# Agression sexuelle en droit canadien
Pour un article plus général, voir Agression sexuelle.
En droit pénal canadien, l'agression sexuelle est une infraction criminelle qui consiste à commettre une voie de fait de nature sexuelle sans le consentement de la personne qui la subit. L'agression sexuelle est réprimée en vertu des articles 271 à 273.2 du Code criminel. Les dispositions du Code criminel sur la voie de fait (265 C.cr. à 268 C.cr.) et sur le consentement (150.1, 153.1 C.cr., 273.1 C.cr.) sont aussi pertinentes pour analyser l'agression sexuelle.
En reprenant les distinctions entre les types de voie de fait, la loi pénale distingue entre agression sexuelle, agression sexuelle grave et agression sexuelle armée. L'arrêt R. c. Ewanchuk est l'arrêt de principe de la Cour suprême sur la règle de consentement en ce qui concerne l'agression sexuelle.
Il n'existe plus de crimes de viol et d'attentat à la pudeur depuis que le législateur a modifié le Code criminel en 1983 afin de créer un régime juridique unifié de l'agression sexuelle.

## Notions relatives au consentement applicables à l'agression sexuelle
Plusieurs dispositions du Code criminel canadien traitent de la notion de consentement (art. 150.1(1), 153.1(2), 265(3), 273.1 et 273.2).

« En somme :
- Le consentement consiste en l'accord volontaire de la personne à l'activité sexuelle.
- Le simple fait de ne rien dire n'équivaut pas à un consentement ; le consentement sexuel doit être exprimé d'une façon ou d'une autre.
- Le consentement peut se manifester par des paroles ou des gestes et doit être donné librement. L'absence de résistance n'équivaut pas à un consentement.
- Une personne ne peut donner son consentement si elle est incapable de le formuler (incapacité physique ou intellectuelle, intoxication) ou si l’une des personnes est en position d’autorité, a recours à des menaces, à la force ou à une fraude pour l’obtenir.
- Le consentement n’est pas valable s’il est donné par une personne âgée de moins de 16 ans ou en situation de dépendance.
- Une personne qui aurait donné son consentement à l’activité sexuelle, mais qui change d’idée, peut le retirer si elle le manifeste par des gestes ou des paroles.
- Le simple fait pour l'accusé d'affirmer qu’il croyait que la personne avait donné son consentement ne constitue pas une preuve suffisante pour soulever la défense de croyance au consentement. »

## Formation des juges et création d'un tribunal spécialisé
En réaction au mouvement MeToo et à une perception largement répandue dans l'opinion publique que certains juges sont insensibles aux témoignages de victimes de sexe féminin (par ex. dans l'affaire Robin Camp), le gouvernement fédéral et des gouvernements provinciaux ont instauré des mesures de formation pour les juges afin que ceux-ci (ou celles-ci) soient davantage conscientisé(e)s aux besoins des victimes d'agression sexuelle.
Le gouvernement québécois a aussi travaillé à la création d'un tribunal spécialisé sur les agressions sexuelles. Il s'agit d'une modification à la Loi sur les tribunaux judiciaires qui crée une division appelée « Tribunal spécialisé en matière de violence sexuelle et de violence conjugale » à l'intérieur de la Cour du Québec. Selon le professeur de droit émérite Patrice Garant, un problème avec ce type de loi est que « jusqu’ici, on enseignait que la gestion judiciaire relève des juges, en vertu du principe de l’autonomie institutionnelle reconnue par la jurisprudence ». [...] Or, voici que selon le P. L. 92, ce n’est plus la Loi qui confère juridiction au Tribunal, mais le gouvernement qui par « règlement détermine quels types de poursuites sont entendues par le Tribunal spécialisé en matière de violence sexuelle et de violence conjugale ».
Toutefois, ces modifications législatives ne changent pas les règles de base du droit pénal, qui sont parfois critiquées par des personnalités favorables au mouvement #Me Too. Par exemple, dans le documentaire La parfaite victime, les réalisatrices mettent en cause les difficultés de preuve liées au fardeau hors de tout doute raisonnable et la férocité occasionnelle de l'interrogatoire en droit pénal canadien. Plusieurs de ces normes de base sont liées à des droits constitutionnels qui peuvent être facilement écartés par l'utilisation de la clause nonobstant au niveau du législateur fédéral, mais le législateur fédéral n'a pas voulu écarter ces droits.

## Autres arrêts importants sur l'agression sexuelle
- R. c. J.A.
- R. c. Hutchinson
- R. c. Handy
- Sansregret c. La Reine
- Pappajohn c. La Reine
- R. c. W.(D.)